# رافائلا لوکودو
رافائلا لوکودو (انگلیسی: Raphaela Lukudo؛ زادهٔ ۲۹ ژوئیهٔ ۱۹۹۴) دونده زن اهل ایتالیا است.